# 戚奇
戚奇（？年—？年），東漢末年呂布麾下將領。

## 生平
先為東城令，後歸呂布。
東漢末時陳悝之妻吳氏有美色且擅長論史、能彈琴，且因戰亂的關係流落到了東城，戚奇聽說後派人暗殺陳悝，又要隨從強迫吳氏乘他的車，吳氏不肯，回嗆戚奇：「你毀壞城池，擄掠民女不說，還無故殺死人家的丈夫，想強娶有夫之婦為妻，實在可恨！我寧可守著志節而死，也不願嫁給你這種人苟活著！」於是吳氏自刎而死，戚奇面有慚愧之色，將之埋葬才離開。

## 來源
- 皇甫謐『列女傳』
- 《太平御覽》：下邳陳悝妻者，同郡吳氏之女。漢末喪亂，流寓東城，東城令戚奇欲北就呂布，焚城疊，虜人衆，聞女有容色，善史書，能彈琴瑟，遂殺悝，住車令僕者接女上車。女謂奇曰：「君隳壞都城，虜略士女，殺人之夫，欲以人婦爲妻，何酷逆之甚！願守志而死，不願無行而生。」遂自刎。奇猶有哀慚，殯葬乃去。